# Força fundamental
Uma força fundamental é um mecanismo pelo qual as partículas interagem mutuamente, e que não pode ser explicado por nenhuma força mais fundamental. Cada fenômeno físico observado, desde uma colisão de galáxias até quarks agitando-se dentro de um próton, pode ser explicado por estas interações. Devido a sua importância fundamental, a compreensão destas interações ocupou a atenção dos físicos por meio século e continua ocupando até hoje. 

Interação nuclear forte.

Tradicionalmente, o físico moderno tem listado 4 interações: gravidade, eletromagnetismo, a força nuclear fraca, e a força forte. Suas magnitudes e comportamentos variam muito, como pode ser visto na tabela abaixo. Ainda, existe uma crença muito forte de que 3 destas interações (eletromagnetismo, força nuclear fraca e força forte) sejam a manifestação de uma única interação, mais fundamental, tal como a eletricidade e o magnetismo são agora entendidos como dois aspectos de uma interação eletromagnética. Eletromagnetismo e forças nucleares fracas têm se mostrado como dois aspectos da força eletrofraca. De forma mais especulativa, a força eletrofraca e a força nuclear forte podem vir a ser combinadas usando as teorias da grande unificação. Como combinar a quarta interação, a gravidade, com as outras três ainda é um tópico para a pesquisa em gravitação quântica.
| Teoria Atual       | Interação             | Mediadores   | Força relativa | Comportamento | Faixa         |
| ------------------ | --------------------- | ------------ | -------------- | ------------- | ------------- |
| Cromodinâmica      | Força nuclear forte   | Glúon        | 1038           | 1/r7          | 1,4 × 10-15 m |
| Eletrodinâmica     | Força eletromagnética | Fóton        | 1036           | 1/r2          | infinito      |
| Força eletrofraca  | Força nuclear fraca   | Bósons W e Z | 1033           | 1/r5 até 1/r7 | 10-18 m       |
| Relatividade geral | Força gravitacional   | gráviton     | 1              | 1/r2          | infinito      |

Estas interações são algumas vezes chamadas de "forças fundamentais", embora muitos achem que esta terminologia seja enganosa porque uma delas, gravidade, não é totalmente explicada por uma "força" no sentido newtoniano: nenhuma "força gravitacional" está atuando à distância para levar um corpo a se acelerar (como era o que se acreditava até o século anterior com a teoria da gravitação newtoniana). Ao invés disto, a relatividade geral explicou a gravitação pela curvatura do espaço-tempo (composta da dilatação gravitacional do tempo e da curvatura do espaço).
A visão da mecânica quântica moderna das três forças fundamentais (todas, exceto a gravidade) é que as partículas da matéria (férmions) não se interagem mutuamente mas pela troca de partículas virtuais (bósons) chamadas de condutores de interação ou mediadores de interação. Esta dupla de matéria (férmions) com as partículas mediadoras (bósons) são entendidas como sendo resultado de alguma simetria fundamental da natureza.

## As interações

### Gravidade
A gravidade é tida como a mais fraca das interações, mas esta é a interação que tem o mais longo alcance. O termo longo alcance refere-se tecnicamente ao decaimento da interação com a distância r a uma razão igual a 1/r2. Diferente de outras interações, a gravidade atua universalmente em toda matéria e energia. Devido ao seu longo alcance, e da propriedade de depender somente da massa dos objetos e independente de sua carga etc., a maioria das interações entre objetos separados por escala de distância maiores que de um planeta, por exemplo, são predominantemente devidas à gravidade.
Devido ao seu longo alcance, a gravidade é responsável por fenômenos de larga-escala como galáxias, buracos negros e a hipotética expansão do universo, como também os mais elementares fenômenos astronômicos como a órbita dos planetas, e a experiências do dia a dia com a queda de objetos.
A Gravitação foi o primeiro tipo de interação explicada por uma teoria matemática. Aristóteles teorizava que objetos de massas diferentes deveriam cair a velocidades diferentes. Durante a Revolução Cientifica, Galileo Galilei determinou experimentalmente que isto não era verdade – se a fricção devido ao ar fosse negligenciada todos objetos acelerariam em direção ao solo com a mesma razão. A Lei da Gravitação Universal de Isaac Newton (1687) foi uma boa aproximação do comportamento geral da gravidade. Em 1915, Albert Einstein completou a Teoria Geral da Relatividade, uma descrição mais acurada da gravidade em termos da geometria do tempo-espaço. 
Uma área de pesquisa atualmente ativa envolve a fusão da teoria da relatividade geral e mecânica quântica em uma teoria mais geral da gravitação quântica. É largamente aceito que em uma teoria da gravitação quântica, a gravidade seria mediada por uma partícula conhecida como gráviton. Grávitons são partículas hipotéticas que ainda não foram observadas.
Embora a teoria da relatividade geral represente atualmente uma apurada teoria da gravidade no limite não quântico, existem inúmeras teorias alternativas da gravidade. Aquelas sobre considerações sérias por toda comunidade científica diminuem a teoria geral da relatividade em algum limite, e o foco do trabalho observacional é estabelecer limites em que os desvios da relatividade geral são possíveis.

### Força eletromagnética
A força eletromagnética é aquela que atua entre partículas carregadas. Estas incluem força eletrostática, atuando entre cargas em repouso, e o efeito combinado das forças elétrica e magnética entre cargas em movimento relativo. 
Eletromagnetismo é uma interação de longo alcance que é relativamente forte, e além disto está presente na maioria de nossos fenômenos diários — uma gama de fenômenos que vão desde o laser e o rádio, à estrutura dos átomos e o arco-íris.
Fenômenos elétricos e magnéticos têm sido observado desde tempos antigos, mas somente em 1800 é que foi descoberto que eles eram dois aspectos de uma interação mais fundamental. Em 1864, através das equações de Maxwell pôde-se quantificar e unificar rigorosamente o fenômeno. Em 1905, a relatividade restrita resolveu a questão da constância da velocidade da luz, e Einstein explicou o efeito fotoelétrico pela teorização que a luz era transmitida em pacotes, denominados de "quanta", que agora denominamos de fótons. Por volta de 1927, Paul Dirac unificou a mecânica quântica com a relatividade especial dando origem à Teoria Quântica de Campos; a teoria quântica de campos do eletromagnetismo é a eletrodinâmica quântica que foi completada na década de 1940s.
Theodor Kaluza em 1919 notou uma curiosa propriedade do eletromagnetismo, ou seja que a teoria clássica de Maxwell (não quântica) do eletromagnetismo surge naturalmente das equações relatividade geral com suposição que exista uma quarta dimensão extra do espaço. Esta propriedade é a base da teorias Kaluza-Klein a qual tem sido usada para formular a gravitação quântica.

### Força fraca
A força nuclear fraca é a responsável por alguns fenômenos na escala do núcleo atômico, tais como o decaimento beta. O eletromagnetismo e a força nuclear fraca são teoricamente entendidos como dois aspectos de força eletrofraca unificada – este foi o primeiro passo na formulação teórica de um modelo conhecido como modelo padrão. Na teoria eletrofraca, os condutores da força fraca são bósons de calibre massivos chamados de bósons W e Z. A força fraca é um exemplo de uma teoria física em que a paridade não é conservada, mas a simetria CPT é conservada.

### Força forte
Os núcleons são mantidos juntos no núcleo atômico pela força nuclear forte. Esta força não é relacionada à carga elétrica. Um dos principais efeitos desta força é a forte união dos dois prótons do núcleo do hélio, a despeito da sua tremenda repulsão eletromagnética.
A teoria quântica da força forte é conhecida como cromodinâmica quântica ou QCD. Em QCD, a força forte é mediada por partículas chamadas glúons e atua entre partículas que contém uma "carga de cor " (isto é, quarks e glúons). Partículas compostas tais como os nucleons ou mésons são construídas de quarks.

## Desenvolvimentos atuais
O modelo padrão é um modelo unificador da mecânica quântica —eletromagnetismo, interacções fracas e interacções fortes. Atualmente, não há um candidato aceito para a teoria da gravitação quântica. A busca por uma teoria aceitável da gravitação quântica , e uma teoria da grande unificação da mecânica quântica, são áreas importantes das pesquisas cientificas actuais. Até que estas pesquisas tenham sucesso, a interacção gravitacional não pode ser considerada uma força porque ela é mais de natureza geométrica do que dinâmica. Os movimentos das partículas são explicados porque a curvatura do espaço tempo direcciona este movimento, e não porque elas são puxadas ou empurradas por forças resultantes da troca de gravitons.
Um importante aspecto da mecânica quântica, contudo, são as diferentes formas de ver as coisas, tais como a gravidade. Uma forma de encarar a gravidade é como um campo de força, outra forma é como uma curvatura do espaço tempo e uma última forma é através da troca de grávitons. As equações podem ser rearranjadas para representar diferentes pontos de vista. 
Uma exótica quinta força tem sido proposta por alguns físicos de tempos em tempos. A maior parte destas explicações divergem entre predição e medição dos valores da constante gravitacional. Até o inicio de 2004, todos os experimentos que indicavam uma quinta força têm sido explicados em termos de erros experimentais. Entretanto, em 2016, um experimento de laboratório na Hungria detectou uma anomalia no decaimento radioativo.